# كارولين ديفيدسون
كارولين ديفيدسون (بالإنجليزية: Carolyn Davidson)‏ هي مصممة جرافيك أمريكية، ولدت في 1943.